# Lilla Krokek
Lilla Krokek är en by med två gårdar, Norrgården och Södergården, tidigare kallad Dambergsgården, i Ödeshögs kommun. Lilla Krokek är en av de 19 byar som räknas till Stavabygden.
Lilla Krokek utgjorde ett mantal och har en areal av 129 hektar. Här finns också två villafastigheter som är bebodda året runt och ett missionshus. Byn har utgjort ett rusthåll dvs har hållit en ryttare med häst.

## Etymologi
Namnet kan liksom Stora Krokek syfta på en krokig ek. Namnet kan också ha en djupare symbolisk betydelse särskilt som eken i äldre tider ansågs  helig.

## Laga skifte
Lilla Krokek blev skatteköpt 1790. 
Den ursprungliga ensamgården i Lilla Krokek uppdelades i två gårdar, eller rättare sagt på två ägare, på 1600-talet. Den geometriska jordeboken från 1639 visar att för Östergärdet var utsädet 6 1/4 tunnor och för Västergärdet 8 tunnor. Skiftet genomfördes dock inte förrän 1834, nämligen genom laga skiftet.

## Torp och kvarn
Kvarnen låg ungefär där bäcken korsar den gamla byvägen mot Stora Krokek.

### Soldattorp
Soldattorpet som byggdes i samband med indelningsverkets införande i slutet på 1600-talet låg vid den gamla Holavedsvägen nära gränsen mot Hårstorp.
Den förste kände var ryttaren och bonden Måns Nilsson, död 1728. 
Den siste  var Karl August Pettersson Lilja som lämnade Lilla Krokek 1900 för att bli dräng i Sunneryd.
Enligt en förteckning från 1807 rörande boställen för Andra Livgrenadjärregementet finns torpet upptaget som tillhörande Vadstena kompani med beteckningen Lilla Krokek nr 122.

## Mord
Onsdagen den 5 mars 1667 gick Måns Nilssons hustru, Anna, i ett ärende till Gränna. Hon gick landsvägen förbi Narbäck och Uppgränna. När hon på hemvägen gick uppför Långebråten, den långa backen mellan Uppgränna  och Mörstorp mötte hon en kvinna, Karin Pedersdotter från Kärr i Adelöv. 
Karin blev nästa dag funnen ihjälslagen på isvägen som ledde över Vättern. Strax efter att dessa kvinnor mötts kom en man, Henning Nilsson, och frågade Anna om hon mött något kvinnfolk. Anna omtalade då sitt möte med Karin, varefter Henning hastade vidare. Karin Pedersdotter var gift med Jöns Gudmundsson och de bodde på torpet Muggebo under Kärr i Adelöv. 
Detta torp ville Henning Nilsson överta. Om det var Henning eller någon annan som slagit ihjäl Karin, gick aldrig att bevisa.